# (20804) Etter
(20804) Etter est un astéroïde de la ceinture principale d'astéroïdes.

## Description
(20804) Etter est un astéroïde de la ceinture principale d'astéroïdes. Il fut découvert le 25 septembre 2000 à Socorro (Nouveau-Mexique) par le projet LINEAR. Il présente une orbite caractérisée par un demi-grand axe de 2,42 UA, une excentricité de 0,18 et une inclinaison de 10,9° par rapport à l'écliptique.

## Compléments